# Candice Olson
Candice Olson (n. Toronto, 27 de octubre de 1964) es una diseñadora de interiores canadiense. Es la conductora de los programas de televisión Divine Design, con sede en Toronto, y Candice Tells All, transmitidos por W Network en Canadá y en HGTV en los Estados Unidos.

## Carrera
Se educó en la Universidad de Calgary, y más tarde estudió en la escuela de Diseño de Interiores en la Universidad de Ryerson, Toronto.
Olson perfeccionó sus habilidades durante varios años en varias de las empresas más importantes de Canadá de diseño de interiores.
En 1994 Candice estableció su propio estudio de diseño residencial y comercial, Candice Olson Design, con sede en el área metropolitana de Toronto, Ontario, Canadá.

## Televisión
En el otoño de 2001, Divine Design debutó en W Network de Canadá y rápidamente se estableció como uno de los programas insignia de la red. Dos años más tarde, en 2003, la serie se estrenó en HGTV en los Estados Unidos en más de 90 millones de hogares.
El 1 de enero de 2011, la nueva serie de Olson, Candice Tells All, se estrenó en HGTV, y el 6 de enero, en la W Network de Canadá.

## Colección
En el 2005, Candice lanzó la colección “The Candice Olson Collection”, que ofrece productos para la decoración del hogar. La colección incluye: una línea de muebles tapizados de Norwalk (MyCandiceDesign.com), The Furniture Idea; una línea de tejido de Kravet Inc.; una línea de iluminación en conjunto con AF Lighting; una línea de alfombras de Surya (surya.com); una línea de extensa mercancía, ocasional, con Revco International; y una línea de papeles para empapelar para York Wallcoverings.

## Algunas publicaciones
En 2006, Olson escribió su primer libro, Candice Olson en el Diseño: Inspiración e ideas para su hogar en el que comparte secretos de diseño, consejos inteligentes y prácticos para ayudar a los lectores a planificar y ejecutar exitosas remodelaciones.
Su segundo libro, Candice Olson: Cocina y baños se publicó el 22 de marzo de 2011..

## Vida personal
Está casada con el constructor Jurij Sennecke. Tienen dos hijos, Piper y Beckett. Sus dos embarazos fueron discutidos en Diseño Divino, durante la segunda y cuarta temporada. La familia vive en el área metropolitana de Toronto.